# Lärchen-Nadelholzhaarbecherchen
Das Lärchen-Nadelholzhaarbecherchen (Lachnellula occidentalis) ist eine Pilzart aus der Familie der Lachnaceae.

## Merkmale

### Makroskopische Merkmale
Das Lärchen-Nadelholzhaarbecherchen bildet kurz gestielte kelchförmige 1–3, in Ausnahmefällen bis 5 mm breite gesellig wachsende Apothecien aus, die außen dicht weißhaarig bewachsen sind und deren Fruchtscheibe (Hymenium) dotter bis orange-gelb ist. 

### Mikroskopische Merkmale

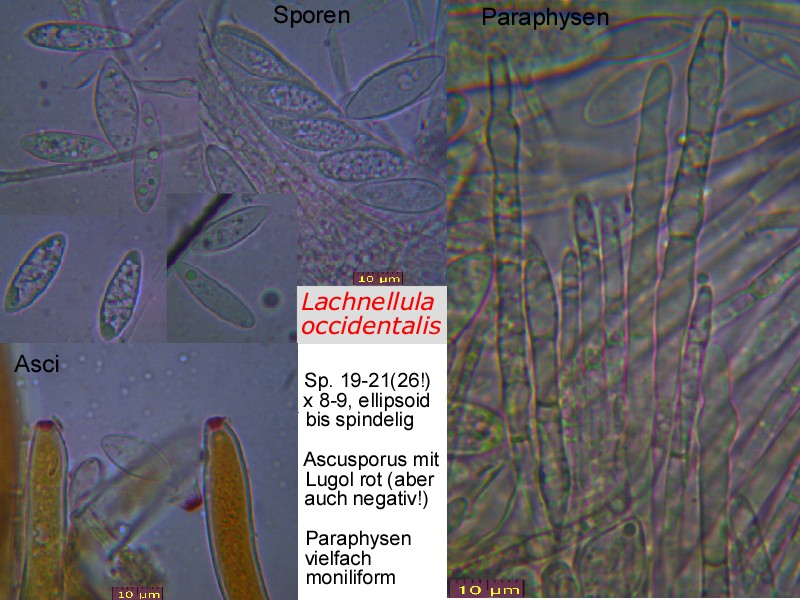
Mikroskopische Aufnahme der Sporen, Paraphysen und Asci

Die Haare sind hyalin, dünnwandig, feinkörnig und mit einer abgerundeten Spitze. Der Ascusporus reagiert hemiamyloid, d. h. mit Lugol rot, mit KOH-Vorbehandlung blau. Die Sporen sind elliptisch-spindelig, werden 17–20 × 5–8 μm groß und sind bei Reife einmal septiert. Die Paraphysen sind fadenförmig, an der Spitze leicht verbreitert (2,5 bis 3,5 μm breit) und manchmal verzweigt. Manchmal bilden sie auch septierte Konidien, die mit orangen Tröpfchen gefüllt sind.

## Vorkommen und Ökologie
Das Lärchen-Nadelholzhaarbecherchen kommt ausschließlich saprobiontisch auf abgestorbenen Zweigen von Lärchen, seltener auch an anderen Nadelhölzern wie Fichten oder Bergkiefern von der  kollinen bis montanen, selten auch subalpinen Höhenstufe  vor. Es ist schwer vom Lärchen-Krebsbecherchen zu unterscheiden, das den Lärchenkrebs verursacht. Wichtig ist, vor allem auf das Vorhandensein krebsartiger Anschwellungen zu achten und diese beiden Arten ansonsten vorwiegend anhand der unterschiedlichen Jodreaktion der Asci zu trennen. Die Unterscheidung zwischen den beiden Arten ist nicht nur bei getrocknetem Herbarmaterial recht schwierig, da die Sporengröße durchaus schwanken kann. 
 Es ist in Mitteleuropa in allen Lärchenwäldern häufig. Die Datenbank der Pilze Österreich listet es als die häufigste Lachnellula-Art und hat Belege aus allen Bundesländern außer Burgenland und Wien. Auch für Deutschland wird es als das häufigste Nadelholzhaarbecherchen angegeben.